# Vörös Meteor Egyetértés SK
Vörös Meteor Egyetértés SK – węgierski klub piłkarski z siedzibą w Budapeszcie działający w latach 1907–1975.

## Historia

### Chronologia nazw
- 1907: Egyetértés Sport Club
- 1945: Vendéglátóipari Munkások SC
- 1945: Egyetértés Sport Club
- 1951: Vörös Meteor Egyetértés SK
- 1952: Vendéglátóipari SC (fuzja z klubem Vörös Meteor Nemzeti Bank SK)
- 1956: Egyetértés Sport Club
- 1972: Vörös Meteor Egyetértés Sport Klub (fuzja z klubem Vörös Meteor SK)

W 1975 roku doszło do połączenia klubu z innym budapeszteńskim klubem - MTK.